# 佐藤明 (裁判官)
佐藤 明（さとう あきら、1954年7月23日 - ）は、日本の裁判官。福岡高等裁判所宮崎支部長や、福岡高等裁判所部総括判事を務めた。

## 人物・経歴
中央大学卒業後、千葉地方裁判所判事補、名古屋地方裁判所判事補、大阪地方裁判所判事、秋田地方裁判所判事、高松高等裁判所判事、大阪地方裁判所堺支部判事、神戸地方裁判所部総括判事、京都地方裁判所部総括判事、福岡高等裁判所宮崎支部長、福岡高等裁判所部総括判事等を歴任した。

## 裁判
- KDDIの2年縛りプランの一部条項に関し、「KDDIに生じる損害を上回る額で、消費者の利益を一方的に害し無効だ」とし、解約金を一部返還するよう命じた[2]。
- 大分県立竹田高等学校剣道部の生徒が練習中に熱中症で死亡した事件で、顧問教員の重過失を認定し、大分県の控訴を棄却した[3]。